# Paul Valéry
Paul Valéry [pól valéri] (30. října 1871, Sète u Montpellier – 20. července 1945, Paříž) byl francouzský básník, spisovatel, esejista a filosof, člen Francouzské akademie.

## Život a dílo
Valéry se narodil v rodině vysokého úředníka korsického původu v malém přístavním městečku Sète v jižní Francii, kde také chodil do dominikánské školy. Gymnázium navštěvoval v nedalekém Montpellier, kde také od roku 1889 studoval práva a uveřejňoval své první symbolistické básně. Roku 1892 zažil v Janově osobní krizi, zřekl se poezie a svých lásek a psal si pouze deník, později slavné Sešity (Cahiers).
| „         | Když věnuji tento čas životu duše, dává mi to pak právo být po zbytek dne hlupák. | “ |
| — Cahiers |                                                                                   |   |

Od roku 1894 žil v Paříži jako úředník, novinář a později osobní tajemník ředitele francouzské zpravodajské agentury Havas. Seznámil se zde s André Gidem a zejména s básníkem Stéphanem Mallarmé, který se stal jeho životním vzorem. Roku 1900 se oženil s Jannie Gobillard a měl s ní tři děti. Pod vlivem A. Gida se vrátil k poezii a roku 1917 uveřejnil formálně propracovanou báseň Mladá Parka (La jeune Parque, o nejmladší z římských sudiček), která ho ihned proslavila. Roku 1920 následovala jeho nejslavnější báseň, Hřbitov u moře (Le cimetière marin) a 1922 sbírka Kouzla (Charmes).
Po válce se stal nekorunovaným králem francouzských básníků, zastával mnoho veřejných kulturních funkcí a přednášel na velmi různá témata. Roku 1924 byl zvolen předsedou francouzského PEN klubu, 1925 členem Francouzské akademie (po Anatolu France) a 1933 byl jmenován administrátorem univerzitního střediska v Nice. 1937 se stal profesorem poetiky na Collège de France a 1939 čestným předsedou Svazu francouzských spisovatelů (SACEM).
Zároveň pokračoval ve vydávání náročných úvah a esejů, v nichž se věnoval teorii literatury, kritice moderní doby a zejména také otázkám vědy. Valéry vytýkal filosofům rozvláčnost a nudný jazyk, a sám se snažil o epigramatickou stručnost a jazykovou přesnost. Dopisoval si s významnými vědci a filosofy své doby (Raymond Poincaré, Louis de Broglie, Henri Bergson, Albert Einstein), kteří si jeho názorů velmi vážili.
Za války odmítl spolupráci s režimem generála Pétaina, roku 1941 měl veřejnou řeč na pohřbu H. Bergsona, umlčeného pro jeho židovský původ, a zemřel krátce po osvobození Francie. Na popud generála de Gaulle měl slavnostní pohřeb v Paříži, pak byl ale pochován v rodném Sète, na „hřbitově u moře“, který svou básní proslavil.

## Poezie
Styl Valéryho básní vychází z hermetičnosti díla Mallarmého, ale rozvíjí jej od symbolistní emblematičnosti směrem k neoklasicistní čistotě tvaru. Co z Mallarmého zůstává je zašifrovanost poselství básně, případně symboličnost popisovaného. Nejslavnější Valéryho básně (Mladá Parka, Hřbitov u moře) lze ještě obsahově popsat jako záznam pohybů lidského ducha, či zkoumání jeho vnitřního ustrojení. Míra abstrakce ve Valéryho poezii je tak mimořádná, že se jeho básnické texty blíží svým výrazem textům mystiků. Do češtiny Valéryho poezii překládal Josef Palivec a Ludmila Macešková (Jan Kameník).

## Eseje a úvahy

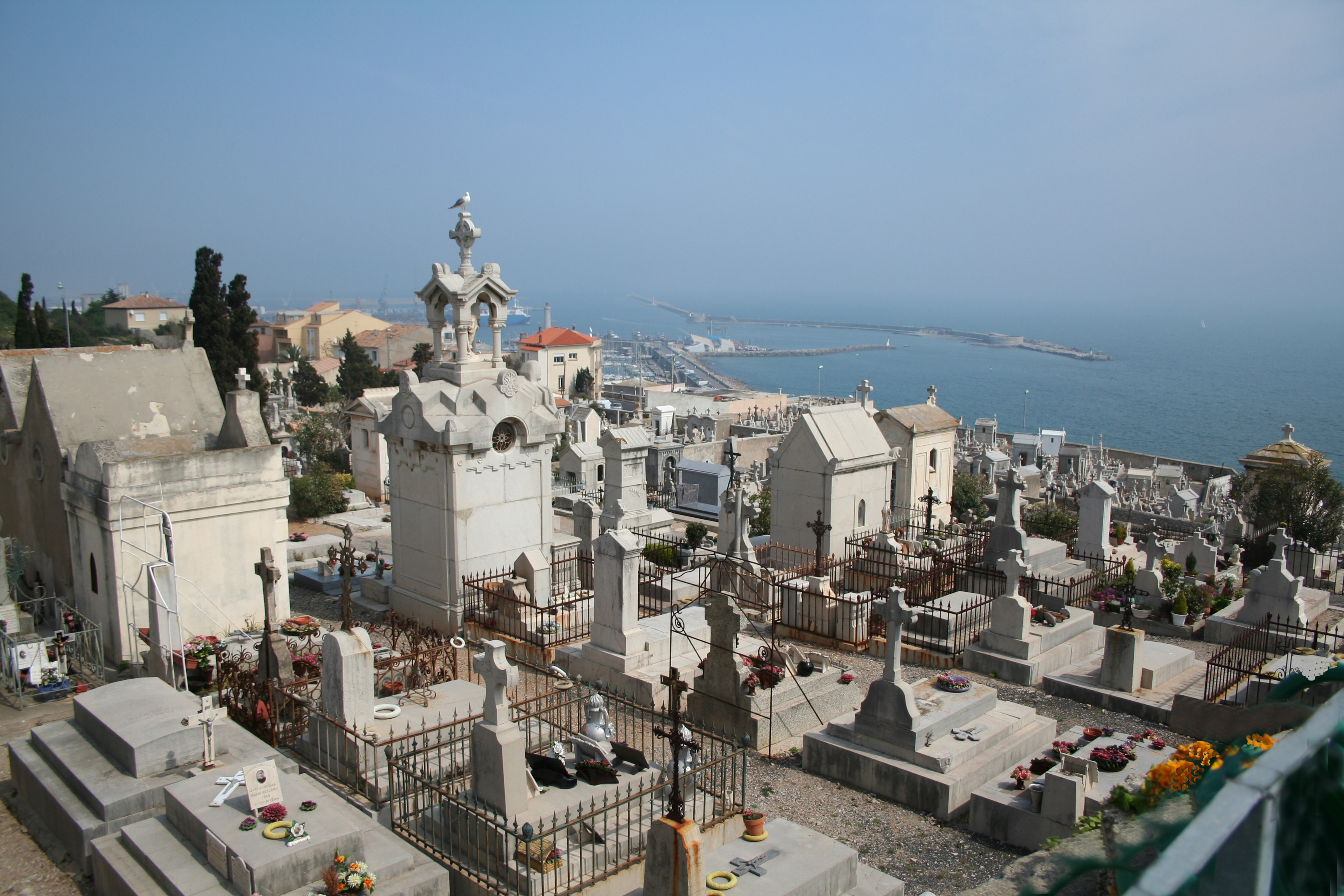
Hřbitov u moře (Sète, Hérault)

Kromě básnických sbírek vydal Valéry řadu knih filosofických esejů a aforismů:
- Úvod do metody Leonarda da Vinci (Introduction à la méthode de Léonard de Vinci , 1895)
- Večírek s panem Teste (La Soirée avec monsieur Teste 1896)
- Krize ducha (La Crise de l’esprit  1919)
- Duše a tanec (L’Âme et la danse 1923)
- Pan Teste (1926)
- Pohledy na současný svět (Regards sur le monde actuel 1931)
- O umění“ (Pièces sur l’art 1931)
- Fixní idea čili Dva muži na moři (L’idée fixe ou Deux Hommes à la mer 1932)
- Špatné myšlenky a další (Mauvaises pensées et autres 1942)
- Tel quel (1941 a 1943)
- Anděl (1947)
- Zlomené příběhy (1950)
- Pohledy (1948, posmrtně)

Příležitostné články a projevy na nejrůznější témata jsou shromážděny ve sbírce Variété I.–V. (1924–1944).
Jeho nesmírně rozsáhlé esejistické dílo, z velké části nepublikované, je dnes opět předmětem zájmu a Valéry je považován za jednoho z iniciátorů konstruktivismu.

## Aforismy a citáty
- Věda je prostě souhrn receptů, které vždycky pomáhají. Všechno ostatní je literatura.[2]
- Jednoduché je vždycky mylné. A co není jednoduché, je nepoužitelné.[3]
- Co vždycky a všichni brali jako pravdu, je skoro jistě falešné.[4]
- Nemůžete říci světu ani tělu: nic po tobě nechci, nechtěj nic po mně.[5]
- Prostřednictvím člověka se nemožné protlačuje do skutečnosti.[6]
- Být sám sebou!.. Ale stojím já sám za to?[7]
- Politika byla nejprve umění jak bránit lidem, aby si hleděli svých věcí. Později k tomu přistoupilo umění nutit lidi rozhodovat o věcech, kterým nerozumějí.[8]
- Historik dělá pro minulost to, co kartářka pro budoucnost. Kartářka je ovšem vystavena ověření, historik ne.[9]
- Přítomnost sousedů je jediná obrana národů proti nekonečné občanské válce.[9]
- Bohatství je olej, kterým se mažou stroje života.[10]
- Stárnout znamená zakoušet, jak se to stálé mění.[11]
- Kompetentní člověk je ten, kdo se mýlí podle pravidel.[12]
- Bůh udělal všechno z ničeho. Ale to nic prosvítá.[8]
- V propasti dějin je pro všechny dost místa.[13]